# Daniel I (książę Czarnogóry)
Daniel I Petrović-Njegoš, czarn. Daniło I Petrović-Njegoš, Данило I Петровић-Његош (ur. 25 maja 1826 w Njeguši, zm. 13 sierpnia 1860 w Kotorze) – ostatni władyka Czarnogóry 1851–1852, następnie książę Czarnogóry w latach 1852-1860.

## Objęcie władzy
Po śmierci Piotra II w 1851 coraz większe znaczenie w Czarnogórze zdobywało stronnictwo sekularne. Wkrótce po opróżnieniu tronu biskupiego świeckim księciem Czarnogóry został obwołany starszy brat zmarłego władyki Pero Tomislavić Petrović. Uzyskał on akredytację Senatu i popierany przez bogatą arystokrację rodową, której przewodził Đorđije Petrović miał objąć władzę. Decyzji tej nie poparły jednak szersze kręgi szlachty, które wysunęły swojego kandydata Daniela (Daniłę), dalszego krewnego zmarłego władyki. Oba stronnictwa próbowały zdobyć większość w Senacie i osadzić na tronie książęcym własnego kandydata. Daniel uzyskał poparcie szlachty południowych regionów Crmnicy i Katunjani, później także pozostałych możnych z wyjątkiem Bjelopavlićów. Aby ugruntować swoje panowanie najprawdopodobniej już w 1851 został wyświęcony w Cetynii na władykę. Następnie udał się w podróż do Wiednia i Petersburga, dzięki czemu uzyskał poparcie mocarstw do objęcia władzy w Czarnogórze. Mając osobiste poparcie cara Mikołaja I, Daniel zmusił Pera Tomislavicia do uznania jego władzy i wycofania się z walki o tron.
Po powrocie z Rosji 13 marca 1852 został osadzony przez Senat na tronie w Cetynii jako pierwszy świecki władca Czarnogóry, przyjmując tytuł księcia. Jednocześnie obwołał on niepodległość kraju i nawiązał stosunki dyplomatyczne z Austrią i Rosją.

## Polityka zagraniczna
Wobec faktycznego pojawienia się dotychczas izolowanej Czarnogóry na arenie międzynarodowej, Turcja postanowiła interweniować i wprowadziła swoje wojska na terytorium kraju. 1 maja 1858 pod Grahovacem została stoczona decydująca bitwa tego konfliktu. Wojskami Czarnogóry dowodził w niej starszy brat księcia Mirko Petrović-Njegoš. Siły tureckie zostały rozbite. Zwycięstwo Czarnogórców miało ogromne znaczenie dyplomatyczne, ponieważ zmusiło mocarstwa europejskie do uznania granic z Turcją i faktycznej niepodległości księstwa. W 1858 międzynarodowa komisja przedstawicieli mocarstw europejskich wytyczyła granicę pomiędzy państwami. W praktyce Czarnogóra zyskała Grahovo i Rudine w żupie Nikšić, ponad połowę Drobnaczy, Tušinę, Uskocz, Lipovo, Górny Vasojević oraz część Kuči i Dodoši.
Daniel poszukiwał trwałego sojusznika wśród mocarstw europejskich. Udzielone mu poparcie cara Mikołaja I okazało się kurtuazyjnym ukłonem. W czasie pobytu w Rosji Daniel uzyskał zapewnienie cara, że ten będzie popierał stanowisko Czarnogóry i wskazywał jej niepodległy byt w relacjach dyplomatycznych z państwami Europy. Tak się jednak nie stało. Dlatego Daniel coraz częściej skłaniał się w stronę orientacji frankofilskiej, która reprezentowana była przez ówcześnie rodzącą się inteligencję czarnogórską. Dobre przyjęcie delegacji Czarnogóry w Paryżu ochłodziło entuzjazm Rosji i Austrii dla młodego księstwa. Pogorszyło to również relacje z Serbią, która obawiała się wzrostu znaczenia niezależnej Czarnogóry i własnej marginalizacji.
Równocześnie wszystkie potęgi europejskie działały na rzecz osłabienie wpływów rosyjskich na Bałkanach, które najsilniej utrzymywane były w Czarnogórze. Osłabiona po wojnie krymskiej Rosja nie była w stanie wesprzeć Czarnogóry, stąd nie postawiła jej sprawy na kongresie paryskim w 1856. Zapewniła ona jednak księcia, że rząd rosyjski zawsze uznawał niepodległość Czarnogóry i zawsze będzie to czynił bez względu na stanowiska innych potęg światowych. Daniel uzyskał jednak w owym czasie znaczące wsparcie Napoleona III. Cesarz chcąc zbliżyć Czarnogórę do Francji kosztem Rosji przyznał wsparcie finansowe (200 tys. franków rocznie). Nie wywiązał się jednak z zapewnień danych Danielowi o wsparciu dyplomatycznym dla międzynarodowego uznania niezależności Czarnogóry.

## Polityka wewnętrzna
Pomimo funkcjonowania w systemie politycznym Czarnogóry parlamentu, znaczna część istniejącego prawa nie została skodyfikowana. Daniel kontynuował pracę swojego poprzednika. W oparciu o reformy praw przeprowadzone przez Piotra II, Daniel przygotował i nadał w 1855, z pominięciem Senatu, kodeks cywilny (Zakonik Danila Prvog). W t.r. zarządził on również pierwszy spis powszechny Czarnogóry. Doprowadził on również do ustanowienia planu podatkowego, który został zaakceptowany przez Senat. Jednak nie uzyskał on aprobaty poszczególnych rodów szlacheckich z Kuči, którzy podnieśli bunt. Po jego zdławieniu w 1856 wszystkie rody szlacheckie Czarnogóry ostatecznie uznały zwierzchnictwo księcia.

## Spisek i śmierć
Zwrot w stronę Francji i dystansowanie się od Rosji politycy czarnogórscy coraz częściej upatrywali jako zdradę interesu państwowego. Znacznie powiększyło to szeregi opozycji wobec księcia, w której znaleźli się również marszałek Senatu Đorđije Petrović oraz starszy brat księcia Mirko Petrović-Njegoš, powszechnie szanowany bohater wojny z Turcją. w 1856 opozycja przygotowała spisek, w którego wyniku Stevan Perović Cuca miał zamordować władcę. Został on jednak ujawniony, a niedoszły zamachowiec zlikwidowany w Stambule.
13 sierpnia 1860, kiedy Daniel wsiadał na statek w porcie Kotor został zamordowany przez Todora Kadicia, powiązanego z opozycyjnym rodem Bjelopavljciów. Śledztwo nie wykazało związku pomiędzy rodem a poprzednią grupą spiskowców.
Po śmierci Daniela władzę w księstwie objął jego bratanek Mikołaj, syn Mirka, ten z kolei zrzekł się prawa do tronu.

## Rodzina
12 stycznia 1855 w Njeguši ożenił się z Darinką (Darią) Kvekić (1837–1892), córką zamożnego kupca serbskiego z Triestu. Małżeństwo doczekało się jedynej córki, Olgi (1859-1896).